# Ukkusissat (città)
Ukkusissat (o Uvkusigssat) è un piccolo villaggio della Groenlandia di 184 abitanti (gennaio 2005). Si trova su una penisoletta che si protende a ovest sulla Baia di Baffin, a 310 metri sul mare, a 71°03'N 51°53'O; appartiene al comune di Avannaata.